# NGC 6149
NGC 6149 (другие обозначения — UGC 10391, MCG 3-42-11, ZWG 109.21, PGC 58183) — линзообразная галактика (S0) в созвездии Геркулес.
Этот объект входит в число перечисленных в оригинальной редакции «Нового общего каталога».